# Bill White (néonazi)
Pour les articles homonymes, voir White et Bill White.
William Alexander White, né le 29 mai 1977, surnommé Bill est le dirigeant du Parti National-socialiste des travailleurs américains et ancien administrateur de Overthrow.com, un site Web aujourd'hui disparu consacré à la pensée anticommuniste et aux interprétations d'extrême droite antisioniste et anticapitaliste.
White a attiré l'attention du public en 1996 dans un article de première page du The Washington Post après avoir publié des accusations selon lesquelles la belle-mère d'une fille aurait été maltraitée. White est sceptique face à l'Holocauste, affirmant que « les chambres à gaz faisaient partie d'un holocauste de six millions », ont été inventées presque entièrement par l'Union soviétique et ont ensuite été adoptées par les communautés juives d'Occident."
La Ligue anti-diffamation cite les propos de White concernant "il n'y a pas eu d'Holocauste" et décrit ce qu'elle appelle "la rhétorique de la négation de l'Holocauste de White."
En 2008, White a été arrêté pour menaces présumées à un juré fédéral. Le 18 décembre 2009, White a été reconnu coupable de quatre chefs d'accusation, dont l'un a ensuite été rejeté par le juge. En 2010, l'ACLU a déposé un mémoire demandant au tribunal de revenir sur les déclarations de culpabilité de White sur ces trois chefs Un tribunal fédéral de district a annulé les déclarations de culpabilité fondées sur le Premier amendement et White a été libéré en avril 2011. En 2012, l'accusation a interjeté appel de la décision. White a alors fui le pays, violant sa libération sous surveillance et a été arrêté à Mexico.

## Biographie
White a grandi dans le quartier Horizon Hill de Rockville, dans le Maryland. Selon une interview accordée au Washington Times en avril 1999, il a commencé à sombrer dans l'anarchisme après avoir lu le Manifeste du Parti communiste à l'âge de 13 ans. qui se concentrait sur l’opposition au système éducatif, la psychiatrie et l’application de la loi.
White est diplômé de la Walt Whitman High School en juin 1994. Il est devenu étudiant en psychologie à l'University of Maryland, College Park, où, en 1995, il a créé un autre groupe politique appelé le groupe d'étudiants Bill White, prolongement de l'UAP. Il a fondé Overthrow.com en tant que site Web du groupe où il a publié des documents provenant d'un large éventail de points de vue politiques, notamment du communisme, de l'anarchisme et du fascisme.
En 1995, White fait face à des accusations de détention d’armes, d’un couteau et d’un gourdin, de distribution de matériel obscène et de tentative de fuite sous la garde de la police à la suite de la distribution de tracts politiques. Le comté de Montgomery a refusé de poursuivre l'affaire. En 1997, White a passé sept mois au centre de détention du comté de Montgomery sous le couvert d'armes, d'assaut et de résistance à l'arrestation.
Le 14 février 1996, White a fait la une du Washington Post après avoir publié sur des groupes de nouvelles sur Internet le nom et le numéro de téléphone d'une femme qu'il soupçonnait d'abuser de sa fille. La victime présumée aurait dit à un groupe de conseillers universitaires que ses parents ne lui permettraient pas d’utiliser le téléphone ou de voir des amis; Une personne du groupe a raconté l'histoire et White l'a postée, demandant aux lecteurs de téléphoner à la mère pour lui dire "que tu es dégoûté et que tu demandes qu'elle arrête." La poste a rapporté que la mère et le beau-père étaient sur le point de craquer après avoir reçu des appels téléphoniques menaçants.